# Kategoria amunicji
Kategoria amunicji – zaszeregowanie amunicji w zależności od  stanu technicznego.
W amunicji wyróżnia się 3 kategorie: I, III, i V dla których mamy następujące kryteria:
- Kategoria I - jest to amunicja nadająca się do przechowywania i użytku bojowego.
- Kategoria III - jest to amunicja nieprzydatna do użytku bojowego i wymagająca naprawy w bazach lub składnicach.
- Kategoria V - jest to amunicja nieprzydatna do użytku bojowego, która wymaga naprawy w zakładach przemysłowych (przeelaborowania, rekonstrukcji), oraz amunicja niebezpieczna i zabroniona do użycia na podstawie wyników badań[1].